# Getuige

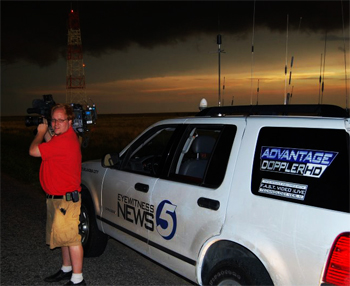
Eyewitness News

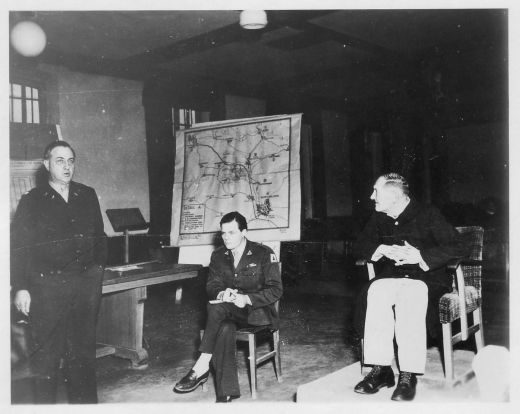
Een getuige à décharge legt verklaringen af tijdens het Mittelbau-Dora-proces in Dachau (United States of America vs Kurt Andrae et al. – Case 000-50-37 b.)

Een getuige is iemand die een bepaald feit heeft gezien of meegemaakt. Bij het opmaken van een akte, zoals een huwelijk of testament, moeten getuigen aanwezig zijn.
Het werkwoord getuigen is het (al dan niet onder ede) vertellen over wat men heeft gezien en meegemaakt, en het beantwoorden van vragen hierover.

## Getuigen bij de politie
Wanneer de politie een verdachte heeft aangehouden, wordt er een onderzoek ingesteld of die persoon inderdaad diegene is die de strafbare feiten heeft gepleegd waarvan de politie hem of haar verdenkt.
De politie kan dan ook getuigen horen. 
Veelal gebeurt dit snel na de pleegdatum van de strafbare feiten. De politie probeert (onder andere) door middel van het opnemen van verklaringen van getuigen en de verdachte(n) zelf, de waarheid aan het licht te brengen.
Wanneer de politie het proces-verbaal, dat onder andere die getuigenverklaringen bevat, inlevert bij de officier van justitie krijgt ook de advocaat van de verdachte een kopie daarvan.
De officier van justitie moet vervolgens de beslissing nemen of hij de verdachte strafrechtelijk gaat vervolgen. De officier van justitie begint dan met de opbouw van het strafdossier. Daarin zitten onder meer de processen-verbaal van de politie, maar ook het strafblad van de verdachte en alle op de zaak betrekking hebbende stukken. De officier van justitie is de beheerder van het dossier.
De verdachte dan wel diens gemachtigde (advocaat) hebben het wettelijke recht op inzage dan wel afschriften van in beginsel alle op diens strafzaak betrekking hebbende stukken.

## Getuigen bij de rechter-commissaris
Soms komt het voor dat twee getuigen verschillende verklaringen afleggen. Ook komt het voor dat de politie de getuigen ergens vragen over stelt, terwijl later blijkt dat over een ander onderdeel beter of verder nagevraagd had moeten worden. Soms zijn er ook getuigen van een strafbaar feit geweest, die nog helemaal geen verklaring hebben afgelegd.
In al die gevallen kan de officier van justitie, of de advocaat van de verdachte, aan de rechter-commissaris vragen om die getuigen te horen. Als de rechter-commissaris daarmee akkoord gaat, wordt de getuige opgeroepen om bij de rechter-commissaris een verklaring af te leggen. Tijdens dat verhoor krijgen de advocaat van de verdachte en de officier van justitie ook de gelegenheid om vragen te stellen.
Na afloop van het verhoor krijgen alleen de officier van justitie en de advocaat van de verdachte een kopie van die verklaring.

## Getuigen voor de rechter
Een verhoor waarbij een getuige door de rechter wordt ondervraagd, wordt een getuigenverhoor genoemd. Getuigen zijn wettige bewijsmiddelen en spelen een belangrijke rol in een strafzaak. Een getuige wordt daarom ook genoemd als een indirect justitieel verdrag. Getuigen, meer dan één, kunnen de rechter overtuigen van de schuld van de verdachte(n). Dit is een proces dat niet gebaseerd is op bewijskracht. In een strafzaak is het eerder uitzondering dan regel dat getuigen op de zitting zelf worden gehoord. Vaak volstaat men met de verklaringen die door de politie zijn genoteerd of met de verklaringen die voorafgaande aan de openbare behandeling op de zitting in een gerechtelijk vooronderzoek voor de rechter-commissaris zijn afgelegd. De officier van justitie kan de reeds gehoorde getuigen ook voor de zitting oproepen, hetzij op eigen initiatief, hetzij op het verzoek van de verdachte of diens raadsman. De verdachte kan ook getuigen naar de zitting meebrengen om die te laten horen. In het algemeen heeft de rechter de leiding bij het ondervragen van de getuige, maar de officier van justitie en de verdachte en diens advocaat hebben altijd het recht de getuige vragen te stellen middels een kruisverhoor.
In een civiele zaak is het altijd een van de procespartijen die de getuigen oproept. De rechter heeft daartoe eerst in een tussenvonnis beslist wie van de partijen de bewijslast heeft en van welke feiten. Getuigen kunnen ook voorafgaande aan een gerechtelijke procedure door de rechter worden gehoord in het kader van een voorlopig getuigenverhoor. Eenieder die belang heeft bij een civiel geschil kan de rechtbank om een dergelijk voorlopig getuigenverhoor vragen met een verzoekschrift, dat door een procureur bij de rechtbank moet worden ingediend. Een dergelijk verzoek kan ook nog
tijdens de procedure worden ingediend. Eenieder die is opgeroepen om als getuige te worden gehoord, is verplicht te verschijnen en de gestelde vragen te beantwoorden. Dat laatste is alleen dan anders, als de getuige zich op het verschoningsrecht kan beroepen. Een procespartij kan ook als getuige worden gehoord, maar de partijverklaring heeft geen bewijskracht, als die niet op essentiële punten wordt ondersteund door ander bewijs.

### Getuige-deskundige
Een bijzonder soort getuige is de getuige-deskundige. Dit is een getuige die niet aanwezig was bij het feit, maar die gespecialiseerd is op een bepaald vakgebied. De getuige-deskundige licht de rechter voor over wat zijn kennis hem leert. Hier zit een verschil in met de deskundige in het procesrecht. De deskundige is iemand waarvan je objectief kan vaststellen dat hij een deskundige is. Denk aan de lijkschouwer die sectie verricht op een lichaam. Deze heeft daarvoor een diploma nodig. Daarvan kan je objectief vaststellen dat hij een deskundige is. Bij de getuige-deskundige hoeft dat niet. Zo zie je vaak in het strafrecht dat een politieagent optreedt als getuige-deskundige, omdat hij ervaring heeft met een bepaalde soort wapens. Hij heeft geen diploma of iets dergelijks behaald om veel van die wapens te weten (dus niet objectief bepaalbaar), maar dankzij zijn ervaring weet hij er wel veel vanaf. Dat maakt hem dus geen deskundige, maar een getuige-deskundige.

## Getuigen voor het parlement
Deze getuigenissen worden afgelegd in een daarvoor bevoegde parlementscommissie. 

## Getuigen bij een ambtelijke akte
In Nederland zijn bij de formele huwelijksvoltrekking minstens twee (en maximaal vier) meerderjarige getuigen nodig. Meestal zijn dit vrienden of familieleden. Het is, naast het formele aspect, een eer om als getuige gevraagd te worden.
Bij het verlijden van sommige notariële akten, zoals een testament, zijn twee getuigen nodig. Hiervoor worden meestal medewerkers van het notariskantoor gevraagd.

## Betrouwbaarheid van een getuigenverklaring
Voor de betrouwbaarheid van een getuigenverklaring is het gunstig als de getuige vóór het afleggen van zijn verklaring, naast wat hij zelf heeft gezien en meegemaakt, zo min mogelijk informatie heeft over het gebeurde, bijvoorbeeld van andere getuigen of uit de media. Een getuige zou namelijk per ongeluk zijn eigen herinnering aan het gebeurde kunnen vermengen met die andere informatie. Ook zou hij opzettelijk zijn verklaring hierdoor kunnen laten beïnvloeden.
In het Belgisch strafrecht is het afleggen van een valse getuigenis een misdrijf. Doch, het misdrijf is pas voltrokken na het sluiten van de debatten door het gerecht (de zgn. fictieve voltrekking), wat ervoor zorgt dat getuigen terug kunnen komen op eerder afgelegde valse getuigenissen. Indien men dat doet, is het misdrijf van valse getuigenis niet voltrokken.

## België
In België heeft de getuige vier verplichtingen:
- hij moet verschijnen;
- hij moet de eed afleggen (hoewel dit niet op straffe van nietigheid is voorgeschreven);
- hij moet de gestelde vragen beantwoorden;
- hij moet de waarheid spreken.

De getuige is verplicht te getuigen. Het niet opdagen is een misdrijf dat bestraft wordt met een geldboete van ten hoogste € 1000. De getuige heeft, in tegenstelling tot de verdachte, geen zwijgrecht. Beantwoordt hij toch een vraag niet, dan wordt dit zwijgen gelijkgesteld met de niet-verschijning (geldboete max. €1000). Hij mag evenmin liegen.
Op de plicht de vragen te beantwoorden bestaan er evenwel twee uitzonderingen:
- zij die drager zijn van het beroepsgeheim (bv. advocaten en dokters);
- indien de getuige, door de vraag te beantwoorden, zichzelf zou incrimineren (in de VS zeer bekend als het Vijfde Amendement).

Dragers van het beroepsgeheim zijn ertoe gehouden te verschijnen op het getuigenverhoor, maar kunnen, indien het beantwoorden van een bepaalde vraag een schending van het beroepsgeheim zou inhouden, zich beroepen op het beroepsgeheim en de vraag onbeantwoord laten.
Getuigen kunnen op vier manieren aanwezig zijn op het getuigenverhoor:
- vrijwillig (= spontane getuige);
- op uitnodiging van de politie;
- bij dagvaarding met deurwaardersexploot;
- met het bevel tot medebrenging.

In België konden tot 21 juni 2022 politiefunctionarissen niet worden opgeroepen als getuige voor de rechtbank. De vaststellingen van politieagenten stonden immers vast in het proces-verbaal, en deze vaststellingen konden ter zitting niet meer ter discussie staan. Men kon de politieagent niet meer oproepen om te verklaren hoe hij tot bepaalde vaststellingen was gekomen en hoe eventuele strijdige vaststellingen in het proces-verbaal zijn te verklaren. Het Hof van Cassatie besliste echter in een arrest van 21 juni 2022 dat politieagenten wél mogen worden opgeroepen als getuige, net zoals gerechtsdeskundigen, slachtoffers en beklaagden. Het Hof sloot zich daarbij aan bij rechtspraak van het Europees Hof voor de Rechten van de Mens van 2019.